# Effet de période
 (décembre 2018).
Si vous disposez d'ouvrages ou d'articles de référence ou si vous connaissez des sites web de qualité traitant du thème abordé ici, merci de compléter l'article en donnant les références utiles à sa vérifiabilité et en les liant à la section « Notes et références ».
L'effet de période est l'un des trois effets pouvant influer sur la sensibilité d'une variable sociodémographique à la localisation d'une sous-population donnée dans le temps. De fait, l'effet de période établit un lien de causalité entre la période historique dans laquelle est inscrite la sous-population étudiée et la variable considérée toutes choses étant égales par ailleurs, ce qui signifie que le seul fait d'appartenir à une certaine époque détermine au moins en partie la valeur de la variable telle que constatée pour cette époque. On distingue cet effet de l'effet d'âge et de l'effet de génération.